# Chris Kamara
Christopher ("Chris") Kamara [uitspraak: 'kɑmɑrɑ ; 'kamara', niet 'kamaara'] (Middlesbrough, 25 december 1957) is een Engels televisiepresentator en voormalig voetballer van Sierra Leonese afkomst. Kamara was een middenvelder. 

## Biografie
Kamara, geboren op Kerstdag 1957, speelde het grootste deel van zijn loopbaan voor Swindon Town en Brentford, maar het meeste succes had hij met Leeds United. Kamara steeg met Leeds naar de First Division onder Howard Wilkinson in 1990. Tegenwoordig werkt Kamara als presentator voor Sky Sports. Daar staat de gewezen middenvelder inmiddels bekend om zijn (hilarische) versprekingen. Zo verwarde hij in 2020 Obafemi Martins (geen club) met Michael Obafemi (Southampton).
Hij was 21 jaar lang profvoetballer, van 1974 tot 1995. In 1989 blesseerde hij als Stoke City-speler zijn tegenstander Frank McAvennie van West Ham United ernstig. McAvennie liep een open beenbreuk op. Na zijn loopbaan werd hij actief als trainer van Bradford City en Stoke City. In 2012 kwam hij even terug uit pensioen en speelde twee wedstrijden voor de amateurclub Welshpool Town, een uitdaging die hij accepteerde van Sky-collega Jeff Stelling. De slecht presterende amateurclub uit Wales had met 10–1 verloren. Een 'sterspeler' was welkom, grapte de toenmalige trainer David Jones, waarna de 54-jarige Kamara de voetbalschoenen van zolder haalde.
Op 3 maart 2011 werd de autobiografie van Kamara uitgegeven, Mr. Unbelievable, refererend aan de bijnaam van de gewezen middenvelder.

## Erelijst
Swindon Town FC
- Football League Fourth Division

1986
 Leeds United AFC
- Football League Second Division

1990